# Pierre Fulke
Pierre Fulke (* 21. Februar 1971 in Nyköping) ist ein schwedischer Berufsgolfer der European Tour.
Er wurde 1989 Berufsgolfer und spielte 1991 und 1992 auf der zweitgereihten europäischen Challenge Tour. Fulke gewann dort 1992 zwei Turniere und qualifizierte sich für die große European Tour, der er seit 1993 angehört. Der erste Titelgewinn gelang 1999, zwei weitere – darunter das prestigeträchtige Volvo Masters – folgten in seiner besten Saison im Jahr 2000, die er als Zwölfter der Geldrangliste abschließen konnte.
Fulke war Mitglied der siegreichen europäischen Ryder Cup Mannschaft des Jahres 2002. Zuvor spielte er im Jahr 2000 für Schweden im World Cup.
Mit seiner Firma Fulke Golf Course Design betätigt er sich auch mit der Gestaltung von Golfplätzen.

## European Tour Siege
- 1999 Trophée Lancôme
- 2000 Scottish PGA Championship, Volvo Masters

## Andere Turniersiege
- 1992 Stiga Open, Audi Quattro Trophy (beide Challenge Tour)

## Teilnahmen an Teambewerben
- World Cup (für Schweden): 2000
- Ryder Cup (für Europa):  2002 (Sieger)